# Władysław Malecki
Pour les articles homonymes, voir Malecki.
Władysław Aleksander Malecki (3 janvier 1836 — 5 mars 1900) est un peintre paysagiste polonais de style réaliste de l’époque du Royaume de Pologne.

## Biographie
Issu d'une famille noble mais pauvre, Malecki étudie la peinture à l'Académie des Beaux-Arts de Varsovie entre 1852 à 1856 sous la direction de Christian Breslauer. Il partit ensuite étudier à Vienne puis Munich où il resta jusqu’en 1879 ou il côtoiera le peintre Józef Brandt. Il voyagea beaucoup en Bavière, la Pologne et le Tyrol, et produisit plusieurs tableaux paysagiste médaillés mais sans jamais rencontrer de succès durable. Il retourne en Pologne à partir de 1880 et meurt méconnu.

## Œuvres

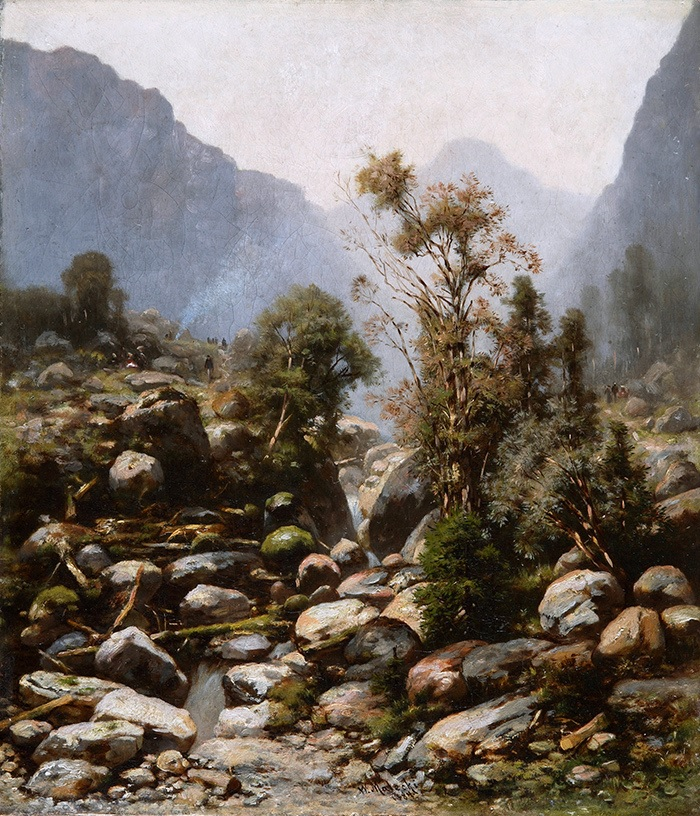
Pejzaz gorski de Władysław Malecki,1884, musée national de Kielce.
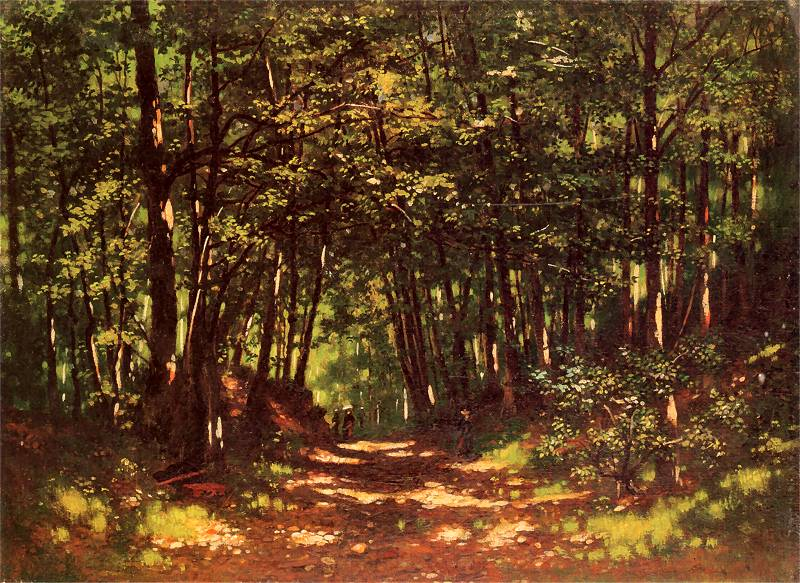
Wnetrze lasu de Władysław Malecki.
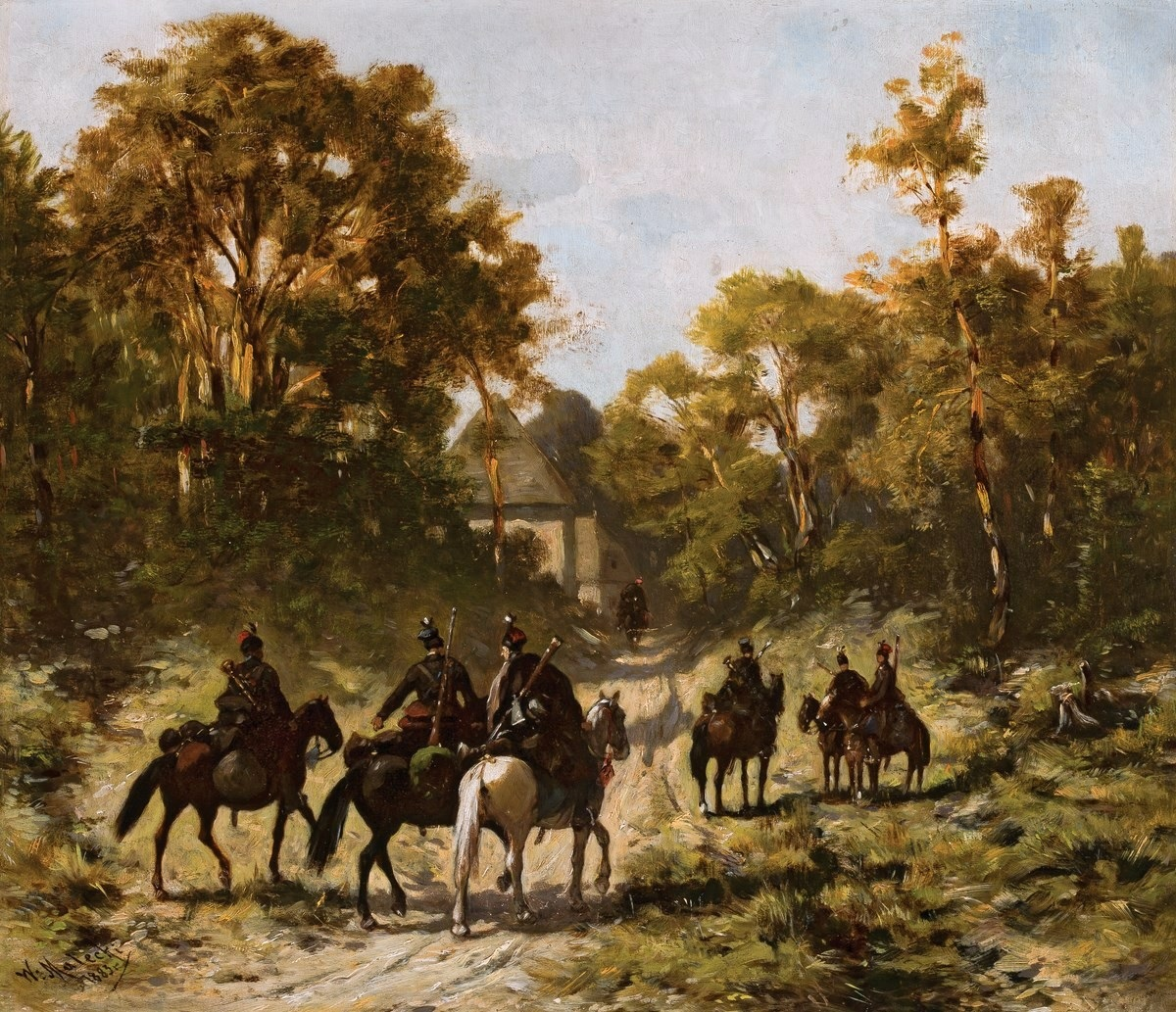
Patrouille, 1883, musée national de Varsovie.

- Widok na Wavel (Vue du Palais royal Wavel). 1873
- Sejm bociani. 1874

## Postérité
Malecki est maintenant reconnu comme le père polonais de la peinture paysagiste réaliste.